# Спенсер, Джон (футболист)
Джон Спенсер (англ. John Spencer; род. 11 сентября 1970, Глазго) — шотландский футболист, нападающий и тренер.

## Ранние годы
Спенсер родился в Глазго и вырос в районе Горбалс. Он посещал местную среднюю школу Джона Боско и учился в том же учебном году, что и профессиональный футболист Пэдди Коннолли. Затем Спенсер перешел в школу Святого Ниниана в Гифноке.

## Клубная карьера

### «Рейнджерс»
Спенсер начал свою карьеру в «Рейнджерс», подписав контракт с клубом в качестве юниора в 1982 году и в качестве профессионала в 1985 году. Будущий коллега по сборной, Оуэн Джесс, был товарищем по команде на молодежном уровне. Его подписание, даже когда он был 12-летним школьником, который еще не играл на профессиональном уровне, оказалось проблематичным. Спенсер был католиком, а в клубе была сильная протестантская культура. Его решение подписать контракт с «Рейнджерс» означало, что ему регулярно угрожали и вызывали на драки в католической школе, которую он посещал, в то время как члены его семьи, поддерживающие «Селтик», проходили мимо него по улице и с тех пор никогда с ним не разговаривали .
Спенсер дебютировал за «Рейнджерс» в 1987 году, выиграв небольшой Кубок Глазго в своем первом сезоне. В 1988 был отдан в аренду в «Гринок Мортон», где он провел четыре матча в чемпионате и забил один раз, прежде чем вернуться в «Айброкс». Спенсер оставался второстепенным игроком в «Рейнджерс», и после аренды в «Лайсуне» из Гонконга в 1992 году был продан в «Челси» за 450 000 фунтов стерлингов, проведя 20 матчей за «светло-синих» во всех соревнованиях за пять лет.

### «Челси»
В «Челси» Спенсер был игроком основоного состава. С августа 1992 года по октябрь 1996 года он провел 137 матчей и забил 43 гола во всех соревнованиях. Он был в составах, которые проиграли «Манчестер Юнайтед» со счетом 4:0 в финале Кубка Англии 1994 года и дошли до полуфиналов Кубка обладателей кубков 1994/95 и Кубка Англии 1995/96.

### «Куинз Парк Рейнджерс»
В ноябре 1996 года недавно назначенный менеджер «Челси», Рууд Гуллит, продал Спенсера за 2.5 миллиона фунтов стерлингов клубу «Куинз Парк Рейнджерс» из Первого дивизиона. Он сыграл 56 матчей и забил 25 голов, но КПР не удалось продвинуться в Премьер-лигу после его первого сезона, а во втором боролся за прописку в дивизионе.

### «Эвертон»
В 1998 году он перешёл в «Эвертон», сначала на правах аренды, но впоследствии на постоянной основе за 1.5 миллиона фунтов стерлингов. Спустя всего восемь месяцев и девять матчей он был отдан в аренду «Мотеруэллу».

### «Мотеруэлл»
В 1999 году Спенсер перешёл в «Мотеруэлл» на постоянную основу за 500 000 фунтов стерлингов. За три сезона Спенсер забил 21 раз в 81 матчах. В своём последнем сезоне он забил три гола. Клуб стремился сократить расходы и 21 февраля 2001 года Спенсер был продан в «Колорадо Рэпидз».

### «Колорадо Рэпидз»
В свой первый год за американский клуб он сыграл 22 игры с 14 голами и 7 передачами, а позже был включен в символическую сборную MLS. Во второй год Спенсера настигли травмы, но это ему не помешало сыграть 13 матчей, забить 5 голов и сделать 4 голевые передачи. В 2003 году он вернулся в форму, снова возглавив команду по результативности с 14 голами и 5 передачами, заняв место в символической сборной MLS, а также заняв место финалиста в награде Самого ценного игрока MLS.
В 2004 году из-за травм он не смог участвовать в нескольких играх, поэтому он закончил сезон с 19 матчами, 4 голами и 1 передачей. По завершении сезона он завершил карьеру футболиста.

## Карьера за сборную
Выступая за «Рейнджерс», Спенсер сыграл 3 матча за молодёжную сборную Шотландии. За национальную сборную Шотландии дебютировал, будучи игроком «Челси», 16 ноября 1994 года в квалификационном матче на чемпионат Европы 1996 против сборной России. Был включён в состав в финальную стадию чемпионата Европы 1996 года в Англии, где Спенсер сыграл во всех 3 матчах групповой стадии. Свою последнюю игру сыграл 27 мая 1997 года, выйдя на замену в товарищеском матче против Уэльса.

## Карьера тренера

### «Хьюстон Динамо»
После завершения карьеры футболиста присоединился к «Хьюстон Динамо» в качестве помощника главного тренера, Доминика Киннира. Со Спенсером «Динамо» дважды подряд выигрывал Кубок MLS: в 2006 и 2007 годах. Спенсер также был главным тренером резервной команды «Динамо» и привел эту команду к чемпионству Резервного дивизиона MLS в 2008 году.

### «Портленд Тимберс»
10 августа 2010 года был назначен первым главным тренером «Портленд Тимберс» в истории франшизу.
Под руководством Спенсера в 2011 году «Тимберс» начали в MLS историческим началом, выиграв свои первые пять матчей на своем домашнем стадионе «Джелд-Уэн Филд». «Портленд» преуспевал в домашних играх на протяжении всего сезона, поскольку клуб финишировал в лидерах MLS по количеству забитых голов (30) и домашних побед (9). Успех «Тимберс» дома в сочетании с энергией их группы страстных болельщиков, Timbers Army, дали «Джелд-Уэн Филду» репутацию одного из самых устрашающих мест для команд в MLS.
В клубе Спенсер в свой первый сезон у руля установил атакующий стиль игры и трудолюбивый менталитет. После неудачного старта «Тимберс» во втором сезоне, Спенсер был освобожден от своих тренерских обязанностей в июле 2012 года.

## Личная жизнь
Спенсер - свояк футбольного менеджера Билли Дэвиса, который играл также играл за «Рейнджерс» и «Мотеруэлл» и управлял «Престон Норт Эндом», «Дерби Каунти» и «Ноттингем Форестом». Другой его свояк, Джон Дэвис, также был футболистом, Билли Дэвис подписал с обоими Джонами контракт, чтобы они играли под его началом в то время, когда он был боссом «Мотеруэлла».
Его сын Брэд - футболист, играющий за «Рэйт Роверс».

## Статистика тренера
| Команда          | С                | До          | Результат1 | Результат1 | Результат1 | Результат1 | Результат1 |
| Команда          | С                | До          | И          | В          | Н          | П          | Поб, %     |
| ---------------- | ---------------- | ----------- | ---------- | ---------- | ---------- | ---------- | ---------- |
| Портленд Тимберс | 10 августа 20102 | 9 июля 2012 | 45         | 14         | 12         | 19         | 031,11     |
| Итог             | Итог             | Итог        | 45         | 14         | 12         | 19         | 031,11     |

- 1.↑ Включая лигу, плей-офф, кубок и лигу чемпионов КОНКАКАФ.
- 2.↑ Спенсер был нанят в качестве первого тренера франшизы Высшей лиги футбола; но не тренером клуба профессиональной лиги 2-го дивизиона USSF.